# موراي فيرنون
موراي فيرنون (9 فبراير 1937 في أستراليا - 16 أبريل 2013 ببرث في أستراليا) (بالإنجليزية: Murray Vernon)‏ هو لاعب كريكت أسترالي. لعب مع فريق غرب أستراليا للكريكت ‏.

## وصلات خارجية
- موراي فيرنون على موقع إي آس بي آن كريك إنفو (الإنجليزية)